# Operacija Strijela
 Ovo je glavno značenje pojma Operacija Strijela. Za vojnu operaciju u Ratu na Kosovu pogledajte Operacija Strijela (Rat na Kosovu).
Operacija Strijela bila je vojnoredarstvena akcija na zapadnoslavonskom bojištu kojom su oslobođeni Voćin kao i još 23 naselja. Počela je 28. studenog 1991., a završila pobjedom Hrvatske 26. prosinca 1991. godine. Oslobođeni su i značajni radiorelejni objekti na vrhovima Ivančice, Papuka, Moslavačke gore i Psunja.

## Vanjske poveznice
- 26. prosinca 1991. - Operacija Strijela: Dani ponosa  Arhivirana inačica izvorne stranice od 24. srpnja 2019. (Wayback Machine) (hrt.hr)
- Uspješno okončana operacija "Strijela" - 26. prosinca - Dogodilo se na današnji dan - Domovinski Rat  Arhivirana inačica izvorne stranice od 7. veljače 2018. (Wayback Machine) (dogodilose.com)
- Strijela  Arhivirana inačica izvorne stranice od 26. siječnja 2021. (Wayback Machine), Udruga veterana SJP Alfa Zagreb